# Alberich Glacier
Alberich Glacier är en glaciär i Antarktis. Den ligger i Östantarktis. Nya Zeeland gör anspråk på området. Alberich Glacier ligger 1 740 meter över havet.
Terrängen runt Alberich Glacier är kuperad åt sydost, men åt nordväst är den bergig. Trakten är obefolkad. Det finns inga samhällen i närheten. 